# Olympische Winterspiele 1952/Teilnehmer (Argentinien)
| Gelbes Symbol für Goldmedaillen mit stilisierten Olympischen Ringen | Graues Symbol für Silbermedaillen mit stilisierten Olympischen Ringen | Braundes Symbol für Bronzemedaillen mit stilisierten Olympischen Ringen |
| ------------------------------------------------------------------- | --------------------------------------------------------------------- | ----------------------------------------------------------------------- |
| —                                                                   | —                                                                     | —                                                                       |

Argentinien nahm an den Olympischen Winterspielen 1952 in der norwegischen Hauptstadt Oslo mit zwölf Athleten, einer Frau und elf Männern, in zwei Sportarten teil.
Seit 1928 war es die dritte Teilnahme eines argentinischen Teams bei Olympischen Winterspielen.

## Teilnehmer nach Sportarten

### Bob
Viererbob (ARG-I)
- Carlos Tomasi, Robert Bordeu, Carlos Sareisian und Héctor Tomasi: 5:18,85 min, Platz 8

- 1. Lauf: 1:20,15 min (13) / 2. Lauf: 1:19,81 min (6) / 3. Lauf: 1:19,35 min (10) / 4. Lauf: 1:19,54 min (7)

### Ski Alpin
Frauen 
- Ana María Dellai

- Abfahrt: 2:00,3 min, Platz 28

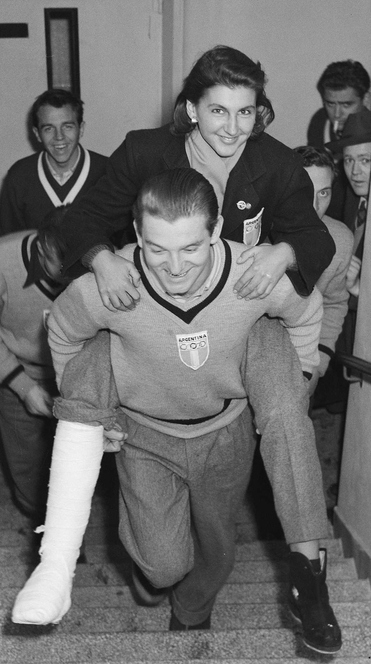
Ana María Dellai

- Riesenslalom: 2:29,7 min, Platz 31
- Slalom: 1:14,4 min im ersten Lauf (24), 1:15,3 min im 2. Lauf (32); gesamt 2:29,7 min, Platz 29

Herren
- Aristeo Benavídez

- Abfahrt: DSQ

- Carlos Eiras

- Abfahrt: DSQ

- Otto Jung

- Abfahrt: 3:34,9 min, Platz 62
- Riesenslalom: 3:03,37 min, Platz 61
- Slalom: mit 1:21,7 min im ersten Lauf nicht für den zweiten Lauf qualifiziert, Platz 67

- Gino de Pellegrin

- Abfahrt: 4:02,0 min, Platz 70
- Riesenslalom: 3:09,5 min, Platz 66

- Francisco de Ridder

- Abfahrt: mit 1:16,0 min im ersten Lauf nicht für den zweiten Lauf qualifiziert, Platz 55

- Luis de Ridder

- Abfahrt: 3:01,8 min, Platz 46
- Riesenslalom: 3:00,9 min, Platz 56
- Slalom: mit 1:21,0 min im ersten Lauf nicht für den zweiten Lauf qualifiziert, Platz 64

- Pablo Rosenkjer

- Abfahrt: 3:02,9 min, Platz 47
- Riesenslalom: 2:55,9 min, Platz 49
- Slalom: mit 1:23,3 min im ersten Lauf nicht für den zweiten Lauf qualifiziert, Platz 70